# In Concert 1980
In Concert 1980 war der Name der zweiten Konzerttournee des britischen Komponisten und Multiinstrumentalisten Mike Oldfield. Dabei absolvierte er 57 Konzerte zwischen April und Dezember 1980, bei denen er sein fünftes Studioalbum Platinum (1979) vorstellte.

## Hintergrund
Nach der Veröffentlichung von Platinum begab sich Oldfield auf seine zweite Europa-Tournee. Um jedoch ein weiteres finanzielles Risiko wie bei seiner ersten Tournee im vorherigen Jahr zu vermeiden, begrenzte Oldfield die Anzahl seiner Band-Mitglieder auf zehn Musiker. Er erinnerte sich später: „Bei der Tour 1980 lief es ganz anders als bei den Exposed-Konzerten im Vorjahr. Zunächst reduzierte ich die Anzahl der Musiker auf eine überschaubarere Gruppe von elf Personen. Es war immer noch eine große Band, aber es war der erste Schritt, um auf Tour zu gehen und tatsächlich mit etwas Geld in der Tasche zurückzukehren. Ich fing an, die Tourkosten strenger zu kontrollieren, und so brachte die Tour tatsächlich einen kleinen Gewinn ein.“
Oldfields 1980er Tournee markierte den Beginn seiner langjährigen Zusammenarbeit mit der schottischen Sängerin Maggie Reilly, die sich bei diesen Konzerten die Gesangsparts mit der vom Album Platinum bekannten  Sängerin Wendy Roberts teilte. Reilly lernte Oldfield über ihren Freund und späteren Ehemann Chrys Lindop kennen, der auf dieser Tour als Toningenieur für Oldfield arbeitete.
Auf ihrem Tourabschnitt durch Spanien gerieten Mike Oldfield und seine Band am 20. September 1980 während eines Fluges von Barcelona nach San Sebastián mit ihrem Tourjet in eine Gewitterfront über den Pyrenäen. Dieses Ereignis inspirierte Oldfield später zum Text des Titelsongs seines Albums Five Miles Out (1982).

## Liveaufnahmen
Im Rahmen der Tour trat Oldfield am 21. Juni 1980 beim Knebworth Festival auf. Dieser Auftritt wurde gefilmt und später als Kaufvideo unter dem Titel The Essential Mike Oldfield veröffentlicht. Zudem wurde eine Aufnahme seines Konzertes am 28. Mai 1980 in der Londoner Wembley Arena im Jahr 2012 auf der Deluxe Edition von Platinum veröffentlicht.

## Setlist
Mike Oldfield spielte auf den Konzerten eine ausgewogene Setlist, bestehend aus Stücken seiner bisherigen Alben sowie einzelnen Singlehits. Hierbei erlebte auch Ommadawn – Part One seine Livepremiere, welches Oldfield schon für seine erste Tournee ein Jahr zuvor geplant hatte (zeitliche Gründe verhinderten die Proben an dem Stück).

### Beispiel-Setlist
- Platinum (Part 1): Airbourne
- Platinum (Part 2): Platinum
- Platinum (Part 3): Charleston
- Platinum (Part 4): North Star
- Punkadiddle
- I Got Rhythm
- Polka
- Ommadawn – Part One
- Incantations Medley
- Tubular Bells, Part Two
- The Sailor’s Hornpipe
- Guilty
- Tubular Bells, Part One
- Blue Peter
- Portsmouth
- Punkadiddle (reprise)

## Tourdaten
| Nr.                           | Datum              | Stadt                  | Land           | Veranstaltungsort               | Anmerkungen            |
| Leg 1 – Europa                | Leg 1 – Europa     | Leg 1 – Europa         | Leg 1 – Europa | Leg 1 – Europa                  | Leg 1 – Europa         |
| ----------------------------- | ------------------ | ---------------------- | -------------- | ------------------------------- | ---------------------- |
| 1                             | 13. April 1980     | Lancaster              | England        | University of Lancaster         |                        |
| 2                             | 14. April 1980     | Bradford               | England        | University of Bradford          |                        |
| 3                             | 17. April 1980     | Frederiksberg          | Danemark       | Falkoner Teatret                |                        |
| 4                             | 18. April 1980     | Kiel                   | Deutschland    | Ostseehalle                     |                        |
| 5                             | 19. April 1980     | Berlin                 | Deutschland    | ICC                             |                        |
| 6                             | 21. April 1980     | Düsseldorf             | Deutschland    | Philipshalle                    |                        |
| 7                             | 22. April 1980     | Münster                | Deutschland    | Halle Münsterland               |                        |
| 8                             | 23. April 1980     | Frankfurt am Main      | Deutschland    | Jahrhunderthalle Hoechst        |                        |
| 9                             | 24. April 1980     | Köln                   | Deutschland    | Sporthalle                      |                        |
| 10                            | 25. April 1980     | Bremen                 | Deutschland    | Stadthalle                      |                        |
| 11                            | 26. April 1980     | Hannover               | Deutschland    | Eilenriedehalle                 |                        |
| 12                            | 28. April 1980     | Wien                   | Osterreich     | Stadthalle                      |                        |
| 13                            | 29. April 1980     | München                | Deutschland    | Olympiahalle                    |                        |
| 14                            | 30. April 1980     | Eppelheim              | Deutschland    | Rhein-Neckar-Halle              |                        |
| Leg 2 – Großbritannien/Irland |                    |                        |                |                                 |                        |
| 15                            | 4. Mai 1980        | Ipswich                | England        | Gaumont Theatre                 |                        |
| 16                            | 5. Mai 1980        | Croydon                | England        | Fairfield Halls                 |                        |
| 17                            | 6. Mai 1980        | Bournemouth            | England        | Winter Gardens                  |                        |
| 18                            | 7. Mai 1980        | Manchester             | England        | Apollo Theatre                  |                        |
| 19                            | 8. Mai 1980        | Portsmouth             | England        | Guildhall                       |                        |
| 20                            | 9. Mai 1980        | Gloucester             | England        | Leisure Centre                  |                        |
| 21                            | 10. Mai 1980       | Oxford                 | England        | New Theatre                     |                        |
| 22                            | 11. Mai 1980       | Oxford                 | England        | New Theatre                     |                        |
| 23                            | 13. Mai 1980       | Brighton               | England        | Brighton Centre                 |                        |
| 24                            | 14. Mai 1980       | Stafford               | England        | New Bingley Hall                |                        |
| 25                            | 15. Mai 1980       | Manchester             | England        | Apollo Theatre                  |                        |
| 26                            | 17. Mai 1980       | Edinburgh              | Schottland     | Usher Hall                      |                        |
| 27                            | 18. Mai 1980       | Edinburgh              | Schottland     | Usher Hall                      |                        |
| 28                            | 19. Mai 1980       | Glasgow                | Schottland     | Apollo Theatre                  |                        |
| 29                            | 20. Mai 1980       | Glasgow                | Schottland     | Apollo Theatre                  |                        |
| 30                            | 22. Mai 1980       | Newcastle upon Tyne    | England        | City Hall                       |                        |
| 31                            | 23. Mai 1980       | Preston                | England        | Guild Hall                      |                        |
| 32                            | 24. Mai 1980       | Sheffield              | England        | City Hall                       |                        |
| 33                            | 25. Mai 1980       | Bristol                | England        | Colston Hall                    |                        |
| 34                            | 26. Mai 1980       | Southampton            | England        | Gaumont Theatre                 |                        |
| 35                            | 27. Mai 1980       | Poole                  | England        | Arts Centre                     |                        |
| 36                            | 28. Mai 1980       | London                 | England        | Wembley Arena                   |                        |
| 37                            | 29. Mai 1980       | London                 | England        | Wembley Arena                   |                        |
| 38                            | 31. Mai 1980       | Dublin                 | Irland         | RDS Simmonscourt                |                        |
| Leg 3 – Europa                |                    |                        |                |                                 |                        |
| 39                            | 13. Juni 1980      | Rotterdam              | Niederlande    | De Doelen                       |                        |
| 40                            | 14. Juni 1980      | Brüssel                | Belgien        | Forest National                 |                        |
| 41                            | 15. Juni 1980      | Paris                  | Frankreich     | Palais des Sports               |                        |
| 42                            | 17. Juni 1980      | Stockholm              | Schweden       | Konserthuset                    |                        |
| 43                            | 18. Juni 1980      | Cardiff                | Wales          | Sophia Gardens Pavilion         |                        |
| 44                            | 21. Juni 1980      | Stevenage              | England        | Knebworth Park                  | Knebworth 1980         |
| 45                            | 28. Juni 1980      | Belfast                | Nordirland     | King’s Hall                     |                        |
| 46                            | 29. Juni 1980      | Macroom                | Irland         | Macroom Castle Grounds          |                        |
| 47                            | 29. Juli 1980      | London                 | England        | Rainbow Theatre                 |                        |
| Leg 4 – Europa                |                    |                        |                |                                 |                        |
| 48                            | 19. September 1980 | Barcelona              | Spanien        | Plaça de Braus de la Monumental |                        |
| 49                            | 20. September 1980 | San Sebastián          | Spanien        | Velódromo de Anoeta             |                        |
| 50                            | 21. September 1980 | Alicante               | Spanien        | Feria del Campo                 | PCE Festival           |
| 51                            | 23. September 1980 | Madrid                 | Spanien        | Pabellón de la Ciudad Deportiva |                        |
| 52                            | 25. September 1980 | Cascais                | Portugal       | Praça de Touros                 | Cascais Jazz Festival  |
| 53                            | 26. September 1980 | Porto                  | Portugal       | Pavilhão Infante de Sagres      |                        |
| 54                            | 27. September 1980 | Venedig                | Italien        | Campo Sant’Angelo               | Venice Festival        |
| 55                            | 28. September 1980 | Santiago de Compostela | Spanien        | Monte do Gozo                   | Xacobeo Festival       |
| Leg 5 – Europa                |                    |                        |                |                                 |                        |
| 56                            | ??. Dezember 1980  | Edinburgh              | Schottland     | Gateway Theatre                 |                        |
| 57                            | 20. Dezember 1980  | Dortmund               | Deutschland    | Westfalenhalle                  | ZDF RockPop in Concert |

## Band
- Mike Oldfield – Gitarre, Bass, Percussion, Hintergrundgesang
- Nico Ramsden – Gitarre, Hintergrundgesang
- Hansford Rowe – Bass
- Pierre Moerlen – Schlagzeug, Percussion
- Benoit Moerlen – Percussion
- Mike Frye – Percussion
- Pete Lemer – Keyboard
- Tim Cross – Keyboard
- John 'Bimbo' Acock – Saxophon, Querflöte, Klarinette
- Wendy Roberts – Gesang
- Maggie Reilly – Gesang